# Pinus massoniana
Pinus massoniana (en chino, 马尾松; pinyin, Mǎwěi sōng; literalmente, ‘pino de Masson’) es una especie de pino nativa de Taiwán, el centro y sur de China, y el norte de Vietnam; crece en altitudes bajas y moderadas, principalmente por debajo de mil quinientos metros, aunque raramente crece también a dos mil metros de altura.

## Descripción
Es un árbol perennifolio que mide entre 25 y 45 m de altura, con una copa circular ancha con ramas largas. La corteza es gruesa, de color pardo verduzco, y chapada con escamas en la base de tronco, y es bermeja, delgada y descamada en la parte superior del tronco.
Las hojas tienen forma de espiga, son de color verde obscuro, hay dos por cada haz, miden entre 12 y 20 cm de largo y entre 0,8 y 1 mm de ancho, y la funda de cada haz mide entre 1,5 y 2 cm de largo. Los conos son ovoides, miden entre 4 y 7 cm de largo, de color castaño, los cuales se expanden hasta 6 cm a fines de invierno cuando están maduros.
Las semillas son aladas, miden entre 4 y 6 mm de longitud con un ala que mide entre 10 y 15 mm. La polinización ocurre a mediados de primavera y los conos maduran entre 18 y 20 meses después.

## Ecología
El nematodo de la madera del pino de América del Norte y la cochinilla Chionaspis pinifoliae de Taiwán virtualmente eliminaron el Pinus massoniana nativo de Hong Kong en las décadas de 1970 y 1980.

## Usos
En el sur de China es normal que se utilice la especie para reforestar y compensar la pérdida de bosque natural. La colofonia china se obtiene principalmente de la trementina del Pinus massoniana y del pino ellioti.
Los troncos se utilizan principalmente para hacer pulpa para la industria de papel. Las hojas se usan para dar una sabor ahumado a los tes negros locales, tal como el lapsang souchong de Fujian.